# Pipirig
Pipirig – wieś w Rumunii, w okręgu Neamț, w gminie Pipirig. W 2011 roku liczyła 1464 mieszkańców.